# Asiosilis sakaiorum
Asiosilis sakaiorum es una especie de coleóptero de la familia Cantharidae.

## Distribución geográfica
Habita en Malasia.